# Antonio Dugoni
Antonio Dugoni (né à Cividale del Friuli le 1er juin 1827  et mort dans la même ville le 9 juin 1874) est un peintre italien. 

## Biographie
Antonio Dugoni est né à Cividale del Friuli dans une famille pauvre. Il commence à étudier la peinture en 1841 à Udine puis poursuit ses études à l'Académie des beaux-arts de Venise avec Ludovico Lipparini, Michelangelo Grigoletti et Odorico Politi. En 1845, il remporte un premier prix artistique qui lui vaut une subvention annuelle de la ville de Cividale. Après ses études, il se spécialise comme peintre d'œuvres historiques, de retables et de portraits,. 
Souffrant d'alcoolisme et de maladie mentale, Dugoni est mort à l'âge de 47 ans à l'Hospice sainte Marie à Cividale. Ses œuvres son conservées dans sa ville natale  ou ont été détruites pendant la Première Guerre mondiale .

## Œuvres
- David, (1847), Galerie d'art moderne, Ca' Pesaro, Venise.
- Madonna Addolorata (Notre-Dame des Douleurs), (1847-1848), église San Pietro in Volti, Cividale del Friuli .
- Portrait du roi Vittorio Emanuele II, (1866), Galerie d'art moderne, Palais Pitti, Florence.

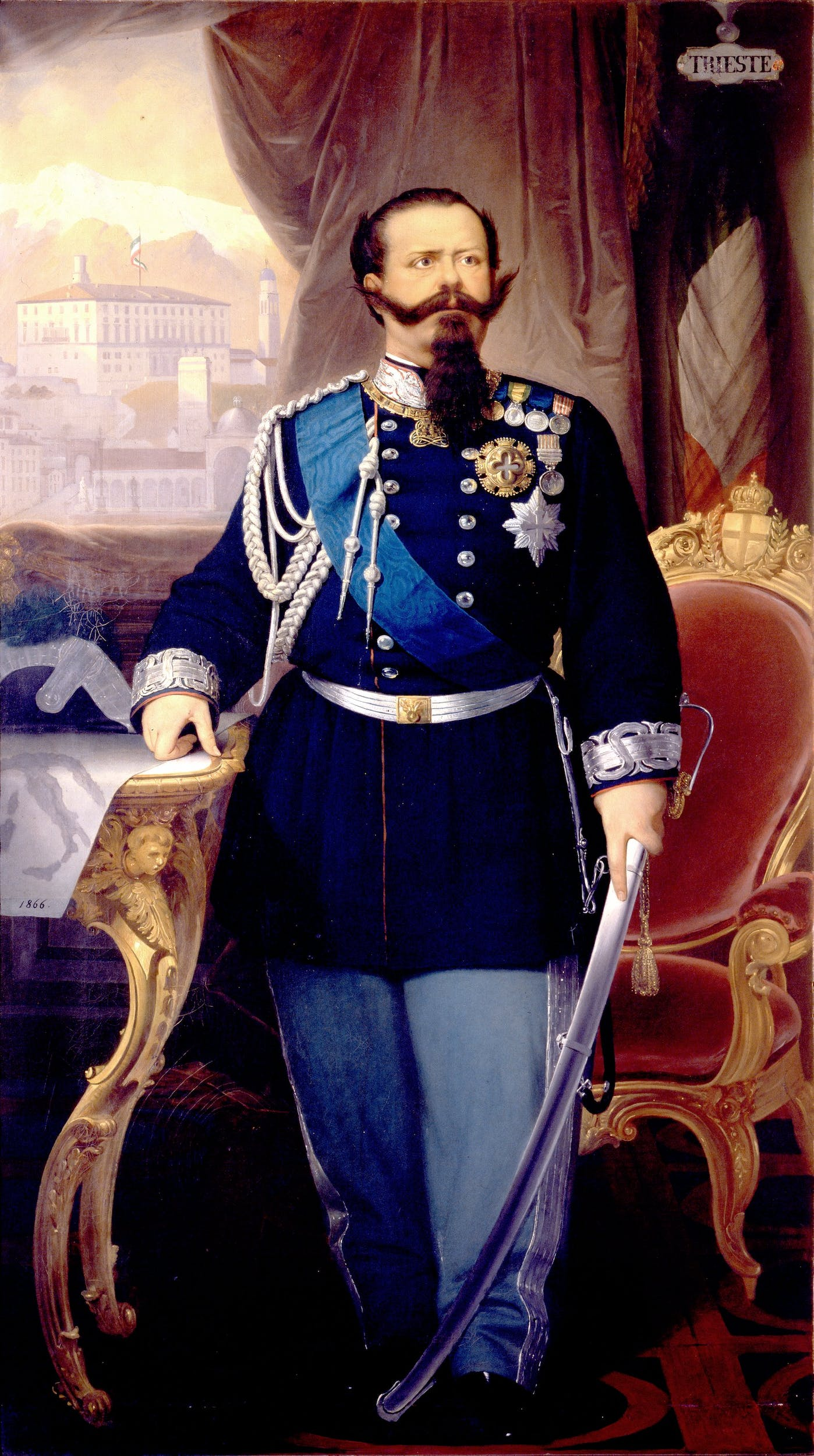
Portrait du roi Victor Emanuel, Galleria d'Arte Moderna, Palais Pitti, Florence.